# Abida vergniesiana
Abida vergniesiana is een slakkensoort uit de familie van de Chondrinidae. De wetenschappelijke naam van de soort is voor het eerst geldig gepubliceerd in 1847 door Kuster.